# Mathias Joseph Fischer

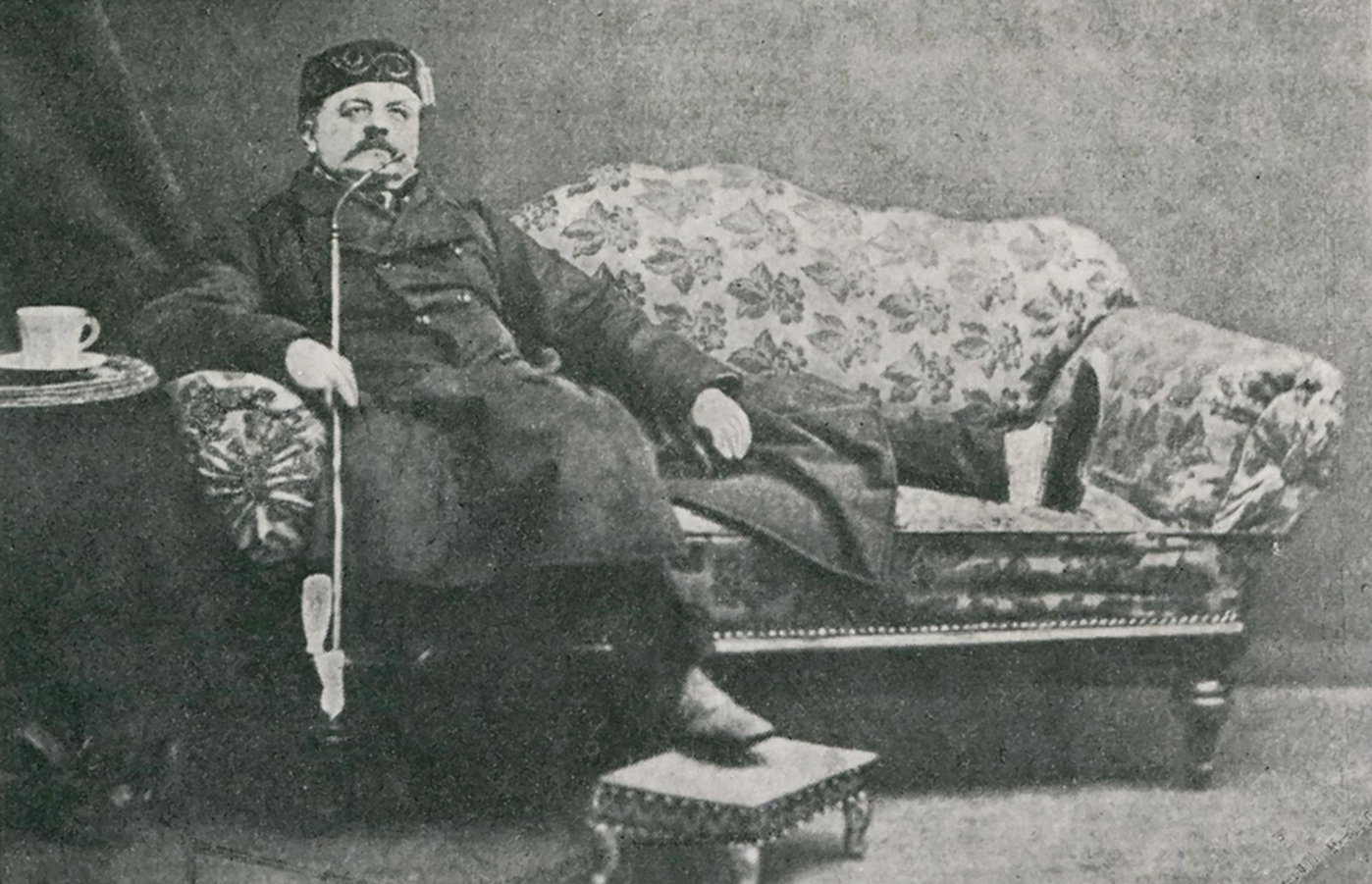
Fischers Maathes, undatiertes Foto

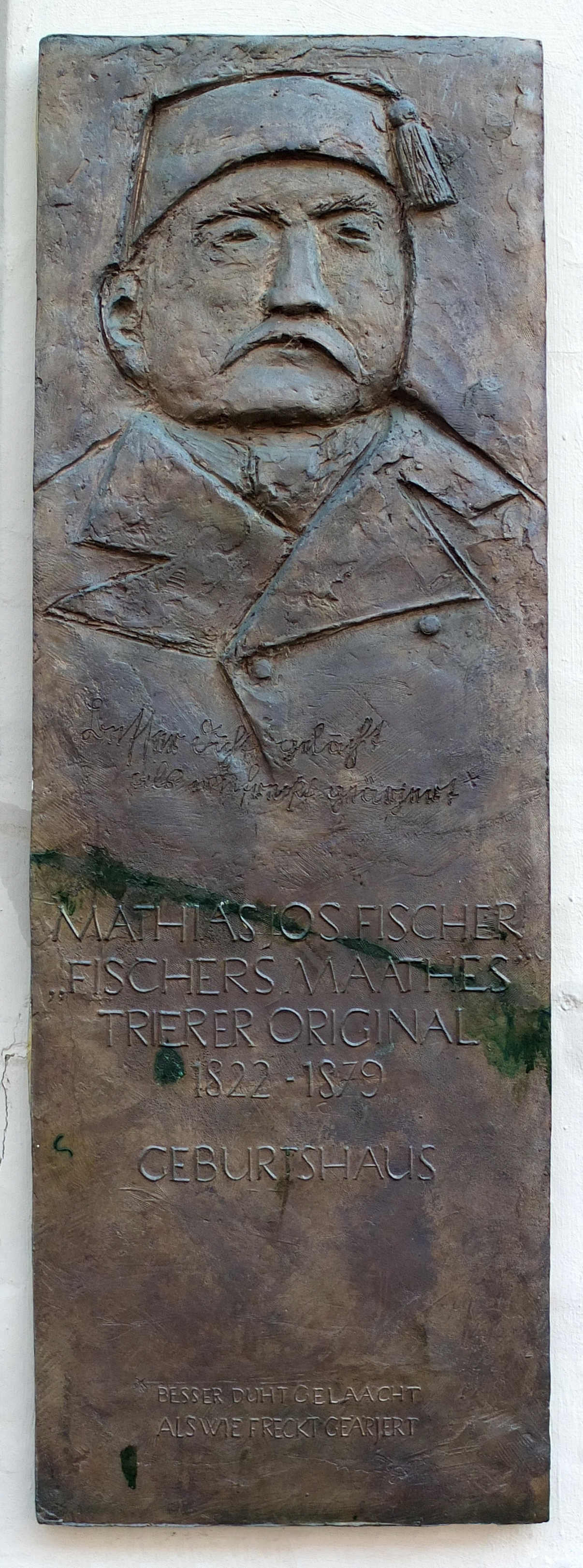
Gedenktafel an seinem Geburtshaus

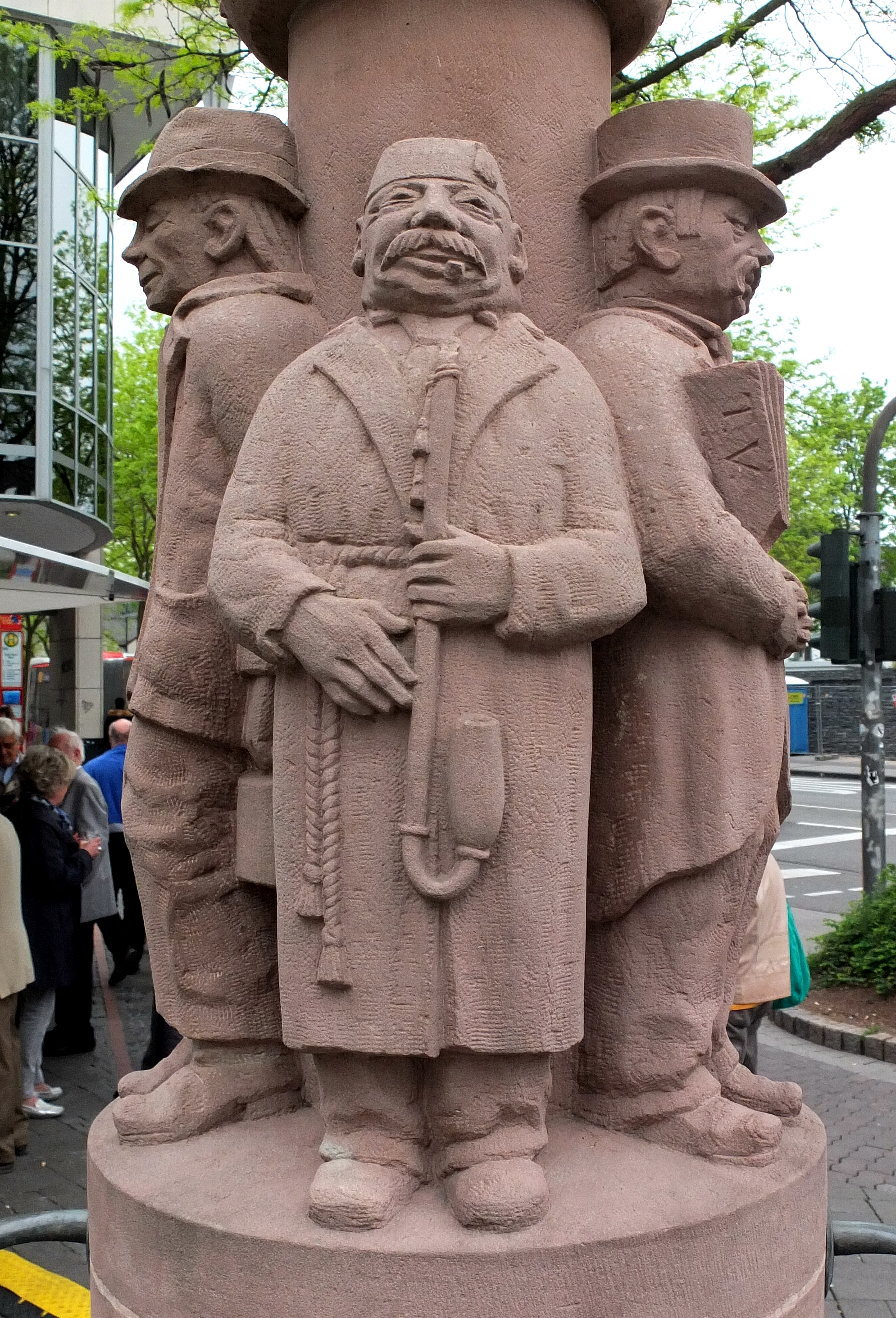
Fischers Maathes auf dem Heuschreckbrunnen in Trier

Mathias Joseph Fischer (* 10. April 1822 in Trier; † 25. Februar 1879 ebenda) war ein Trierer Kaufmann und als Fischers Maathes ein bekanntes Stadtoriginal. Das Andenken an ihn wird noch heute in Trier gepflegt.

## Leben
Mathias Fischer wurde als jüngstes von fünf Kindern des Buchbinders Johann Fischer (1788–1882) und dessen Frau Susanne geboren. Das Jesuiten-Gymnasium (heute Friedrich-Wilhelm-Gymnasium) besuchte er bis zur Tertia und begann dann eine Lehre im väterlichen Betrieb. Die Buchbinderei befand sich in der Brotstraße 26, nahe der Schule, und verkaufte auch Schreibutensilien, so dass Fischer mit seinen ehemaligen Mitschülern in Kontakt blieb, die ihn 1848 „ehrenhalber“ in die Primanerkompanie der Bürgerwehr aufnahmen. Dort tat er sich als Experte für Schusswaffen hervor, bis er sich bei einer Übung durch fahrlässigen Leichtsinn fast selbst in die Luft gesprengt hätte. Dieses Missgeschick, das bei seinen Kameraden für großes Gelächter sorgte, ist durch die Erinnerungen eines Zeitgenossen, Ferdinand Meurin, schriftlich überliefert.
Im selben Jahr arbeitete er als Zigarrenhändler in der Brotstraße und wurde Mitglied des Demokratischen Vereins. Dort nahm man ihn allerdings nicht sehr ernst und charakterisierte ihn als „in der ganzen Stadt bekanntes Genie, das ins Comité aufgenommen wurde, damit man jemanden habe, der die Karten ausgebe und die Bänke des Saales mitbesorgen helfe … nicht zurechnungsfähig und durchaus nicht für Abstimmungen gewählt“. Dennoch spielte er nach dem Scheitern der Märzrevolution eine Rolle, als er zusammen mit Edgar von Westphalen belastende politische Dokumente im Weißhauswald vergrub, um Repressalien gegen Gesinnungsfreunde zu verhindern. Die Beteiligung Fischers an dieser Aktion ist durch einen erhalten gebliebenen Brief vom 8. Juni 1870 bezeugt, in dem Westphalen berichtet, dass er „alle Akten, Manifeste, gut gemeinte Vorschläge etc. der Londoner Junta in ein paare Blechboxen packte, diese in Gegenwart des Cigarrenhändlers Fischer versiegelte und verpetschaftete, als dann nach Weißhäuschen einen Spaziergang machte und sie all dort auf H. von Haw's Territorio mit Fischer zusammen vergrub“.
Am 23. April 1852 heiratete er Maria Katharina Meckel (* 24. November 1818). Zu dieser Zeit arbeitete er als Spezereiwarenhändler in der Simeonstraße. Nach dem Tod seines Schwiegervaters übernahm er 1864 dessen Kolonialwarenladen in der Hosenstraße 9. Wenige Jahre später starb am 20. Juli 1870 seine Frau. Nach ihrem Tod führte Fischer wieder ein Junggesellenleben, war abends oft in Gastwirtschaften anzutreffen und sprach dort dem Viez zu. Außerdem war er langjähriges Mitglied der Trierer Karnevalsgesellschaft Heuschreck. Wegen seiner schlagfertigen Aussprüche in trierischer Mundart war er stadtbekannt: „Er liebte es, der Mittelpunkt derben Witzes zu sein, passiv wie aktiv, ergötzte die Stammrunde mit drolligen Späßen, ließ sich hänseln, konnte aber auch saugrob werden.“ So kommentierte er einen Ausflug, den sein Freund Pitt Blasius zusammen mit seiner Frau in einem Landauer unternahm, mit den Worten: „Pittchen, laoßst Ihr heit Eiren Drachen fliegen?“
Bekleidet war er meist mit einem geblümten Schlafrock mit Hüftkordel, einer Mütze mit Seidenquaste und Pantoffeln. Als starker Raucher hatte er stets eine lange Tabakspfeife bei sich. Wegen seiner goldenen Brille wurde er gelegentlich auch „Brillfischer“ genannt.
Am Morgen des 25. Februar 1879 erhängte sich Mathias Fischer in seinem Geschäft in der Hosenstraße. Dies war anscheinend kein spontaner Entschluss, da er nach Zeugenaussagen etwa 14 Tage vorher einen starken Nagel über seiner Ladentür eingeschlagen hatte, vorgeblich um ein Brett zur Trocknung von Zigarren dort zu befestigen. Sein Tod wurde in mehreren Trierer Zeitungen bekanntgegeben. Die Trier'sche Zeitung schrieb, dass der Selbstmord der „bekannten und originellen trierischen Persönlichkeit“ großes Aufsehen erregt habe. Die Saar-Mosel-Zeitung vermutete eine Geistesstörung als Ursache, da man „in letzterer Zeit mehrfach Anzeichen von Tiefsinn“ an Fischer wahrgenommen habe. Für das später aufgekommene Gerücht, Fischer habe vor seinem Suizid selbst ein Schild mit der Aufschrift „Wegen Sterbefall geschlossen“ an seine Ladentür gehängt, gibt es keine zeitgenössischen Belege. Die Beerdigung erfolgte (wie seinerzeit bei Selbstmördern üblich) in kleinstem Kreise und ohne kirchlichen Segen, die genaue Lage des Grabes ist nicht bekannt. Fischers Nachlass wurde öffentlich versteigert. Das Haus, in dem sich sein Geschäft befand, existiert heute nicht mehr. Es musste 1898 einem Neubau weichen.

## Nachleben
Bereits zu Beginn des 20. Jahrhunderts wurde Mathias Fischer als Vertreter trierischen Humors in die heute nicht mehr bestehende ortsgeschichtliche Sammlung („Walhalla“) im Roten Haus am Hauptmarkt aufgenommen.
Auch die Karnevalsgesellschaft hielt sein Andenken in Ehren. Seit 1977 ist er neben anderen Trierer Originalen (Koorscht un Kneisjen, Krons Ton und dem Wichshänschen) als Sandsteinfigur auf dem von Willi Hahn geschaffenen Heuschreckbrunnen an der Kreuzung Fleischstraße / Stresemannstraße / Nagelstraße dargestellt. Seit 1999 ist der Fischers Maathes, gespielt von Helmut Haag, auch eine Bühnenfigur auf Trierer Karnevalssitzungen. Außerdem ist in Trier eine Gaststätte nach ihm benannt.
Am 1. April 2009 wurde an seinem Geburtshaus in der Brotstraße 26 eine von dem Bildhauer Franz Schönberger gestaltete Gedenktafel aus Bronze angebracht. Darauf ist einer der bekanntesten Sprüche Fischers zu lesen: „Besser duth gelaacht, als wie freckt geärjert.“
In mehreren Büchern werden Witze und Anekdoten des „Uroriginals der Trierer Weingemütlichkeit unverwüstlichen Angedenkens“ kolportiert:
- Hermann Jung: Fischers Maathes und seine Kumpane. Ein fröhliches Moselbuch des Alt-Trierschen Originals und seiner getreuen Kumpane Ponte-Hanni, Fehres Gustav u. Clüsseraths Tomi. Noske, Borna 1936
- Nikolaus Lackas: Witze und Spässe vom Fischers Maathes. 1. Auflage 1930 unter dem Titel „Ebbes fier ze laachen!“, 5. Auflage Saar-Verlag, Saarbrücken 1952 (Nachdruck Akademische Buchhandlung, Trier 1983, ISBN 3-88915-015-2)
- Erich Müller: Maades on Hanni Sonnenburg-Verlag, Trier 1958
- Fischers Maathes. Witze und Anekdoten, zum 125. Todesjahr. Weyand, Trier 2004. ISBN 3-935281-35-8

Vieles davon gilt allerdings als nicht authentisch, zumal es mit dem Schneider Nikolaus Fischer († 1885) einen Zeitgenossen gleichen Nachnamens gab, der ebenfalls als Witzbold bekannt war. Wahrscheinlich haben sich in der mündlichen Überlieferung Aussprüche beider Personen vermischt, einiges wurde wohl auch frei erfunden. Maathes wurde gewissermaßen zu einer literarischen Figur, wenn etwa Anekdoten von ihm erzählt werden, in denen er sich mit seinen Freunden über den Autoverkehr oder andere Probleme der Gegenwart unterhält, die er wohl kaum gekannt haben dürfte. Die Beliebtheit der Figur des Fischers Maathes ist unter anderem damit zu erklären, dass in vielen der ihm zugeschriebenen Anekdoten eine „sture Eigenwilligkeit gegenüber jeglicher Obrigkeit“ zum Ausdruck kommt, so etwa in dem Ausspruch: „Eich maachen alles met, wenn et nuren gient de Preißen gieht“.